# مايك إيوزولينو
مايك إيوزولينو (بالإنجليزية: Mike Iuzzolino)‏ مواليد 22 يناير 1968 في ألتونا، هو لاعب كرة سلة أمريكي سابق تحول إلى التدريب بعد الاعتزال بدأ مسيرته الاحترافية في سنة 1991. يبلغ طوله 5 قدم 10 بوصة (1.8 م). اعتزل اللعب في 2003.

## فرق لعب لها
- دالاس مافيريكس
- فيرتوس روما
- أولمبيا ميلانو

## روابط خارجية
- مايك إيوزولينو على موقع إن بي أي (الإنجليزية)
- مايك إيوزولينو على موقع سبورتس رفرنس (الإنجليزية)
- مايك إيوزولينو على موقع الدوري الإسباني لكرة السلة (الإسبانية)
- مايك إيوزولينو على موقع كرة السلة الأوروبية.كوم (الإنجليزية)
- مايك إيوزولينو على موقع كلية كرة السلة في سبورتس رفرنس.كوم (الإنجليزية)
- مايك إيوزولينو على موقع ريلجم (الإنجليزية)
- مايك إيوزولينو على موقع بروبوليرز (الإنجليزية)
- مايك إيوزولينو على موقع سبورتس رفرنس (الإنجليزية)